# Parque Nacional Jebel Serj
O Parque Nacional Jebel Serj (em árabe: الحديقة الوطنية بجبل السرج) é um parque nacional da Tunísia situado entre a delegação de Siliana do Sul no governadorado de Siliana e a delegação de Oueslatia no governadorado de Kairouan. Este parque de 17.2 quilómetros quadrados foi criado no dia 29 de março de 2010 e é administrado pelo Ministério da Agricultura da Tunísia.